# 菅有実子
菅 有実子（かん ゆみこ）は、日本の声楽家（メゾソプラノ）、オペラ歌手、音楽教育者。

## 経歴
東京都目黒区出身。田園調布雙葉高等学校卒業。東京藝術大学卒業、同大学院修了。
2002年（平成14年）6月13日〜7月1日モーツアルトを中心としたオペラの歌唱法の研究、実践のためウィーンに留学。ソーナ・ガザリアン (De:Sona Ghazarian) に師事。
二期会 ワーグナー『ラインの黄金』フロスヒルデでオペラデビュー。二期会リヒャルト・シュトラウス『ばらの騎士』（演奏会形式）でオクタヴィアンを好演、同役でNHKニューイヤーオペラコンサートに出演。その後二期会モーツァルト『フィガロの結婚』ケルビーノ、新国立劇場・二期会共催フンパーディンク『ヘンゼルとグレーテル』ヘンゼル、ブリテン『真夏の夜の夢』オベロンと少年・青年役を好演し期待に応えた。2001年（平成13年）には新国立劇場『ラインの黄金』、2002年には同『ワルキューレ』に出演。2005年（平成17年）7月の二期会ツェムリンスキー『フィレンツェの悲劇』では、演出家カロリーネ・グルーバー (Karoline Gruber) の演出意図を見事に具現化したビアンカで新境地を切り開いている。2007年（平成19年）9月には東京音楽大学創立100周年記念オペラ公演モーツァルト『フィガロの結婚』でケルビーノを好演した。 その他ビゼー『カルメン』タイトルロール、ロッシーニ『アルジェのイタリア女』イザベラ、モーツァルト『コジ・ファン・トゥッテ』ドラベッラ、『魔笛』侍女、マスカーニ『カヴァレリア・ルスティカーナ』サントゥッツァ、またリヒャルト・シュトラウス、ワーグナー等のオペラ作品にも数多く出演している。
演奏会では、NHK交響楽団定期演奏会リヒャルト・シュトラウス『エレクトラ』、新日本フィルハーモニー交響楽団 オネゲル『火刑台上のジャンヌ・ダルク』等に出演のほか、東京フィルハーモニー交響楽団・オペラコンチェルタンテシリーズ『ヒンデミット／三部作』（第50回芸術祭大賞受賞）、同リヒャルト・シュトラウス『無口な女』、東京都交響楽団定期演奏会『エレクトラ』にも出演している。宗教曲では、モーツァルト『レクイエム』、ヴェルディ『レクイエム』、バッハ『マタイ受難曲』『ヨハネ受難曲』『ミサ曲』、またベートーヴェン『第九』、マーラー交響曲第8番『千人の交響曲』交響曲第2番『復活』『大地の歌』などのソリストとしてオーケストラとの共演を数多く務めている。
テレビ朝日『題名のない音楽会』『題名のない音楽会21』に出演。
ウィーン楽友協会ブラームスザールで録音した重唱曲『ブラームス ジプシーの歌／愛の歌』（畑中良輔指揮）がビクターエンターテインメント（株）よりリリースされている。
艶のある深い声質と優美な舞台姿が大きな魅力のメゾソプラノである。
東京音楽大学教授、フェリス女学院大学講師、二期会会員、東京室内歌劇場会員、横浜シティオペラ会員。東京都世田谷区在住。

## 受賞歴
- 第62回日本音楽コンクール第2位入賞[3]
- 第26回日伊声楽コンコルソ入選[3]
- 第1回日本声楽コンクール入選、田中路子賞受賞[3]

## 演奏活動
演奏歴はきわめて多く、公式ホームページおよびResearchmapに一覧が記録されている。

## 社会活動
- 第38回ソレイユ声楽コンクール「2020年音楽現代新人賞」審査員[7]
- FUGA国際音楽コンクール審査員[8]

## 主なディスコグラフィー
- J.ブラームス ジプシーの歌/愛の歌 指揮：畑中良輔、ソプラノ：大島洋子・平松英子、アルト：菅有実子・永富啓子、テノール：藤川泰彰・星洋二、バス：志村文彦・堀野浩史、ピアノ：久邇之宜・谷池重紬子（2002年12月18日）ビクターエンタテインメント VICC-60315
- 渾身のヴェルディ・レクイエム 指揮：広上淳一、ソプラノ：菅英三子、メゾソプラノ：菅有実子、テノール：佐野成宏、バリトン：キュウ・ウォン・ハン、同志社学生混声合唱団CCD創立60周年記念合唱団、合唱指導：大谷圭介・吉川誠、京都市交響楽団（2007年10月7日）キングインターナショナル